# Cigliè
Cigliè là một đô thị tại tỉnh Cuneo trong vùng Piedmont của Italia, vị trí cách khoảng 70 km về phía nam của Torino và khoảng 30 km về phía đông của Cuneo. Tại thời điểm ngày 31 tháng 12 năm 2004, đô thị này có dân số 185 người và diện tích 6,0 km².
Cigliè giáp các đô thị: Bastia Mondovì, Clavesana, Mondovì, Niella Tanaro và Rocca Cigliè.